# Capito wallacei
Capito wallacei là một loài chim trong họ Capitonidae.